# Во все тяжкие (1-й сезон)
Премьера первого сезона американской телевизионной драмы «Во все тяжкие» состоялась 20 января 2008 года. Выход новых эпизодов продолжался до 9 марта 2008 года. Он состоял из 7 эпизодов, каждый длительностью 47 минут, за исключением пилотного выпуска, он длился 57 минут. Новые эпизоды транслировались на территории США каждое воскресенье в 10 вечера на кабельном телеканале AMC. Изначально планировалось выпустить 9 эпизодов, но в связи с забастовкой сценаристов их количество было урезано до семи.

## Сюжет
Уолтер Уайт (Брайан Кренстон) живёт в Альбукерке (штат Нью-Мексико) со своей женой Скайлер (Анна Ганн) и сыном Уолтером-младшим (Ар Джей Митт), который болен детским параличом. Уолтер, в прошлом — подающий большие надежды учёный, работает учителем химии в местной средней школе.  Его жизнь сильно меняется после того как у него обнаруживают рак лёгкого в третьей стадии. Уолтер решает заняться производством наркотиков, чтобы заработать на дорогостоящее лечение своего недуга и оставить достаточное наследство своей семье. Он использует свои недюжинные знания, чтобы вместе со своим бывшим учеником, Джесси Пинкманом (Аарон Пол), варить метамфетамин.
Они пытаются продать свой товар наркодилеру по кличке «Крейзи-8», но тот подозревает, что Уолтер полицейский, и решает убить его и Джесси. Сообщникам чудом удаётся спастись. Уолтер глубоко обеспокоен произошедшим и решает порвать связи с Джесси. Мистер Уайт возвращается домой, где участвует в семейном совете относительно его заболевания. Поначалу он отказывается лечиться, однако вскоре меняет своё решение и соглашается пройти курс радио- и химиотерапии.
Уолтер отклоняет предложения финансовой помощи от своего свояка Хэнка (Дин Норрис), который является агентом управления по борьбе с наркотиками, а также своих бывших коллег и компаньонов Эллиота и Гретхен Шварц. Он решает, что должен справиться со своими финансовыми проблемами самостоятельно, и возвращается к незаконной деятельности по производству метамфетамина, а свою семью убеждает, что деньги на лечение он получает от Гретхен. Уолтер и Джесси начинают продавать свой товар крупному дистрибьютору Туко. Чтобы скрыть свою личность, Уолтер берёт псевдоним — Хайзенберг. Однако у свежеиспечённых «варщиков» заканчивается основной элемент метамфетамина — псевдоэфедрин. Тогда Уолтер решает изменить технологию и в качестве альтернативного сырья использовать метиламин, целую бочку которого им с Джесси удаётся похитить со склада химикатов. Так и появляется «синий мет».

## В ролях

### Основной состав
- Брайан Крэнстон — Уолтер Уайт
- Анна Ганн — Скайлер Уайт, жена Уолта
- Аарон Пол — Джесси Пинкман
- Дин Норрис — Хэнк Шрейдер
- Бетси Брандт — Мари Шрейдер
- Ар Джей Митт — Уолтер Уайт-мл.

### Приглашённые звезды
- Стивен Майкл Кесада[англ.] — Стивен Гомес
- Кармен Серано[англ.] — директор Кармен Молина
- Максимино Арсиниега — «Крейзи-8» Молина
- Чарльз Бейкер — Тощий Пит
- Рэймонд Крус — Туко Саламанка
- Джессика Хект — Гретхен Шварц
- Тесс Харпер — мисс Пинкман
- Мэтт Л. Джонс[англ.] — «Барсук»
- Родни Раш — Комбо
- Мариус Стэн[англ.] — Богдан Волынец

## Эпизоды
| № общий | № в сезоне | Название                                             | Режиссёр       | Автор сценария | Дата премьеры   | Зрители в США (млн) |
| ------- | ---------- | ---------------------------------------------------- | -------------- | -------------- | --------------- | ------------------- |
| 1       | 1          | «Пилот» «Pilot»                                      | Винс Гиллиган  | Винс Гиллиган  | 20 января 2008  | 1,41                |
| 2       | 2          | «Кот в мешке…» «Cat's in the Bag…»                   | Адам Бернштейн | Винс Гиллиган  | 27 января 2008  | 1,49                |
| 3       | 3          | «…И мешок в реке» «…And the Bag's in the River»      | Адам Бернштейн | Винс Гиллиган  | 10 февраля 2008 | 1,08                |
| 4       | 4          | «Раковый больной» «Cancer Man»                       | Джим Маккей    | Винс Гиллиган  | 17 февраля 2008 | 1,09                |
| 5       | 5          | «Серое вещество» «Gray Matter»                       | Триша Брок     | Пэтти Лин      | 24 февраля 2008 | 0,97                |
| 6       | 6          | «Пригоршня ничего» «Crazy Handful of Nothin’»        | Бронуэн Хьюз   | Джордж Мастрас | 2 марта 2008    | 1,07                |
| 7       | 7          | «Бизнес „по-взрослому“» «A No-Rough-Stuff-Type Deal» | Тим Хантер     | Питер Гулд     | 9 марта 2008    | 1,50                |